# Gerardo Piña-Rosales
Gerardo Piña-Rosales (La Línea de la Concepción, Cádiz, 1948) es un filólogo y escritor que desde 2008 es el director de la Academia Norteamericana de la Lengua Española (ANLE). Su infancia y juventud transcurrieron en Tánger, y en 1973 se estableció en Nueva York. Doctor en Lengua y Literatura españolas por la Graduate Center de la City University de Nueva York, es asimismo en la actualidad, docente en dicha universidad. Entre otros títulos y honores es académico correspondiente de la Academia de Buenas Letras de Granada, y de la Real Academia Española. Tras la muerte de Odón Betanzos Palacios, fue elegido director de la ANLE en 2008. Destacan entre sus obras: Hablando bien se entiende la gente, 2010 (en colab.); Escritores españoles en los Estados Unidos (ed.), 2007; Desde esta cámara oscura, 2006 (novela); Odón Betanzos Palacios: la integridad del árbol herido, 2004; Hispanos en los Estados Unidos: Tercer pilar de la hispanidad (coed.), 2004; España en las Américas,  2004; Acentos femeninos y marco estético del nuevo milenio (coed.), 2000, etc.